# Kinderzirkus Giovanni

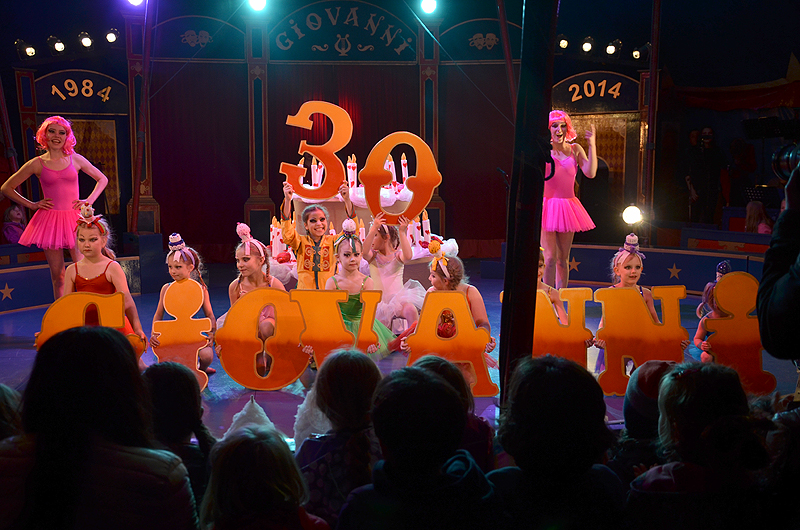
Eröffnung der Jubiläumstournee 30 Jahre Kinderzirkus Giovanni 1984 bis 2014 Ende Mai 2014 vor dem Neuen Rathaus in Hannover

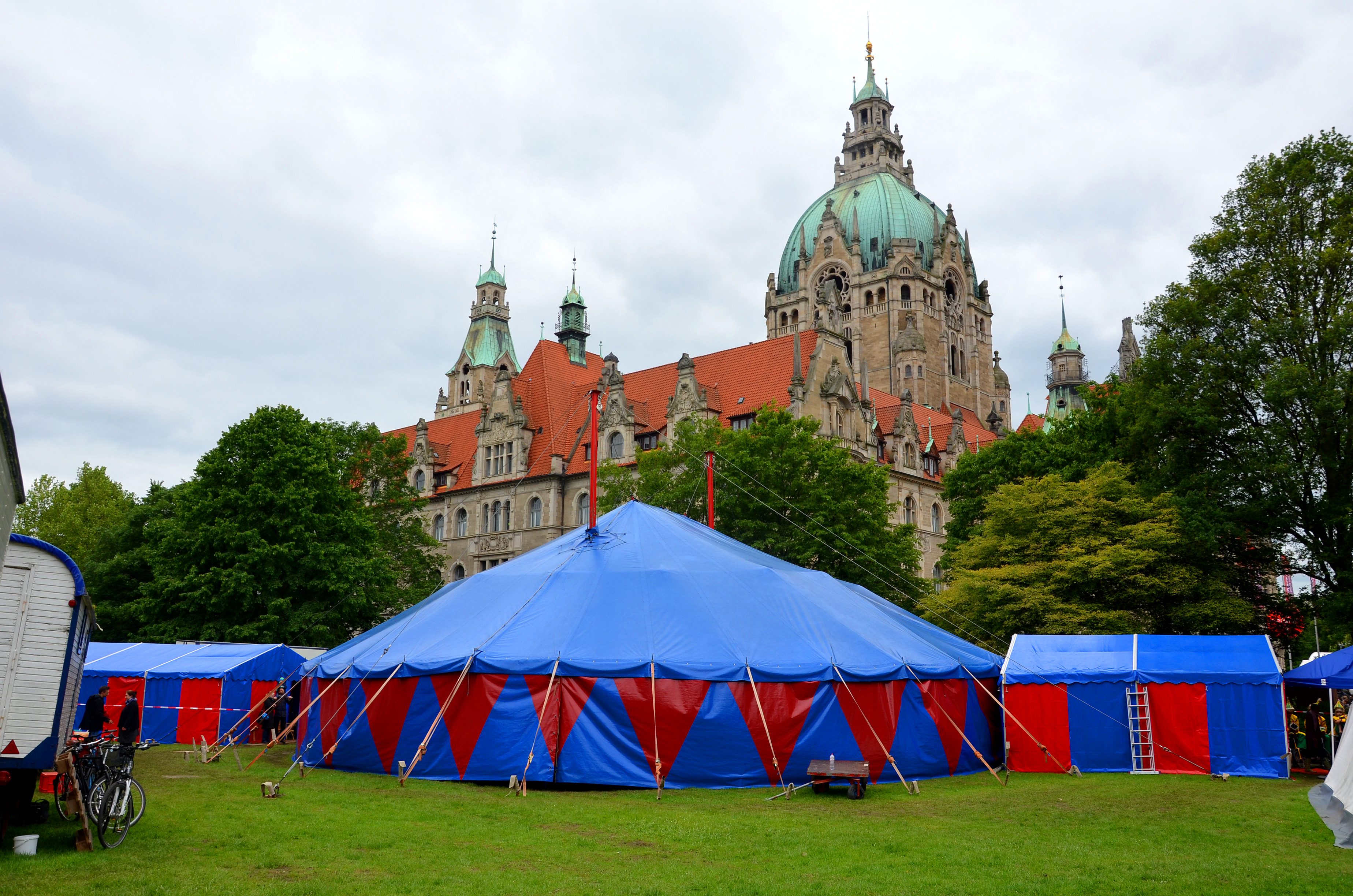
Das Zirkuszelt im Mai 2014 im Maschpark am Friedrichswall in Hannover

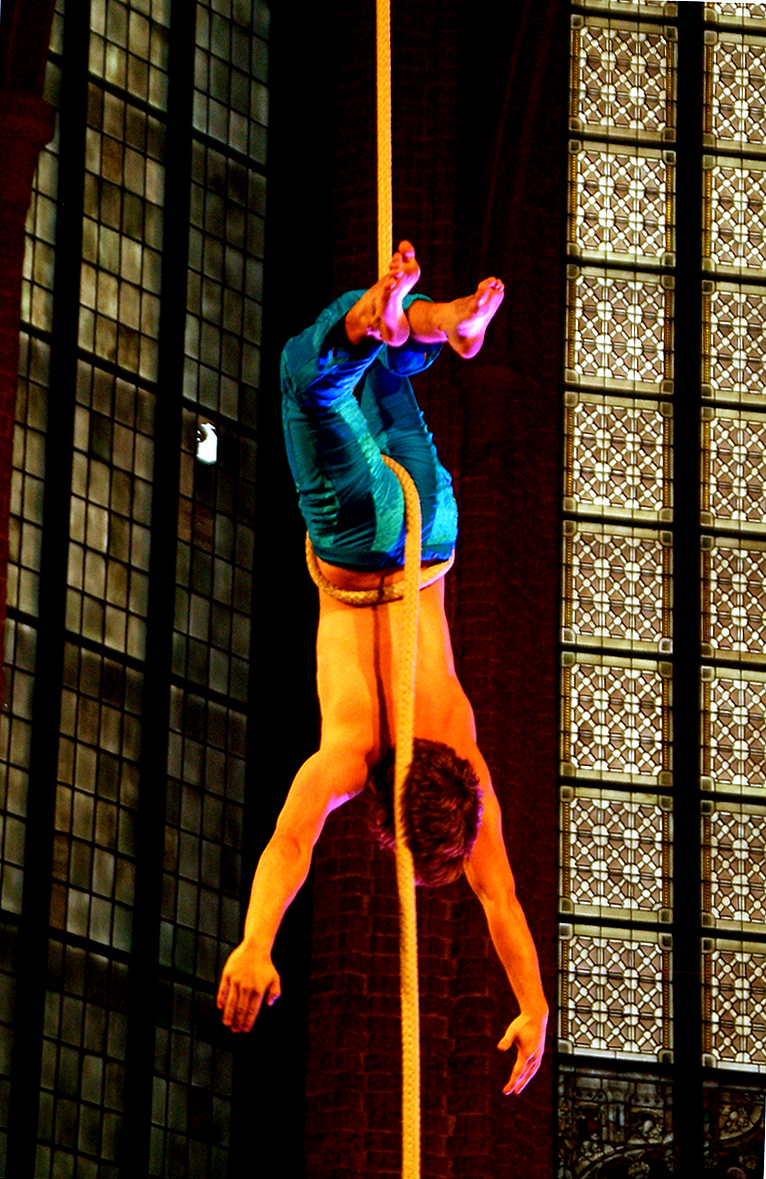
Seilakrobatik 2012 in der Marktkirche von Hannover während der Langen Nacht der Kirchen

Der Kinderzirkus Giovanni aus Hannover ist ein Zirkus, in dem Kinder und Jugendliche als Artisten auftreten. Zwischen Mai und Oktober werden jedes Jahr bis zu 30 Auftritte in Deutschland und in anderen Ländern organisiert. Sitz des Kinderzirkus ist die hannoversche Kirchengemeinde Wettbergen, An der Kirche 23.

## Geschichte
Der Kinderzirkus Giovanni wurde 1984 von Bert Schwarz gegründet, dem Pastor der evangelischen Kirchengemeinde Wettbergen. 1998 wurde ihm – insbesondere für sein ehrenamtliches Engagement für den Zirkus – der Stadtkulturpreis des Freundeskreises Hannover verliehen. Damals besaß der Kinderzirkus einen bunten „Zug aus alten-Hanomag-Schleppern und ausgedienten Feuerwehrfahrzeugen, restaurierten Zirkuswagen und [... ein] Zweimastzelt“. 1998 hatte Giovanni 30 Auftritte in Deutschland und Nachbarländern.

## Auszeichnungen
1998: Die Kulturpolitische Gesellschaft zeichnet den Kinderzirkus Giovanni mit dem Bundeskulturpreis aus
- 2007: Deutscher Kinderpreis, 1. Platz in der Kategorie Sonderpreis des Rundfunkbeauftragten der Evangelischen Kirche in Deutschland[3]
- 2012: Prix Roncalli, überreicht im Zirkus Roncalli von Bernhard Paul[4] am 29. Juli 2012 auf dem Waterlooplatz in Hannover[5]

## Medienberichte (Auswahl)
- sw: Stadtkultur / Freundeskreis zeichnet Nonne und Pastor aus / Ehrung für beispielhafte Projekte, in: Hannoversche Allgemeine Zeitung vom 4. März 1998
- Karl-Richard Würger: Freundeskreis-Preis an Ordensschwester und Zirkus-Pastor, in: Neue Presse vom 4. März 1998
- N.N.: Stadtkulturpreis / Ausgezeichnet! Zwei gute Menschen aus Kirchrode und Wettbergen, in: Bild vom 4. März 1998